# Pietro Krohn

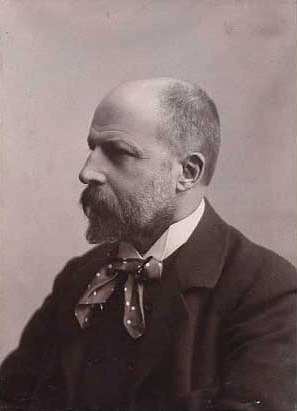
Pietro Krohn, Foto von Frederik Riise

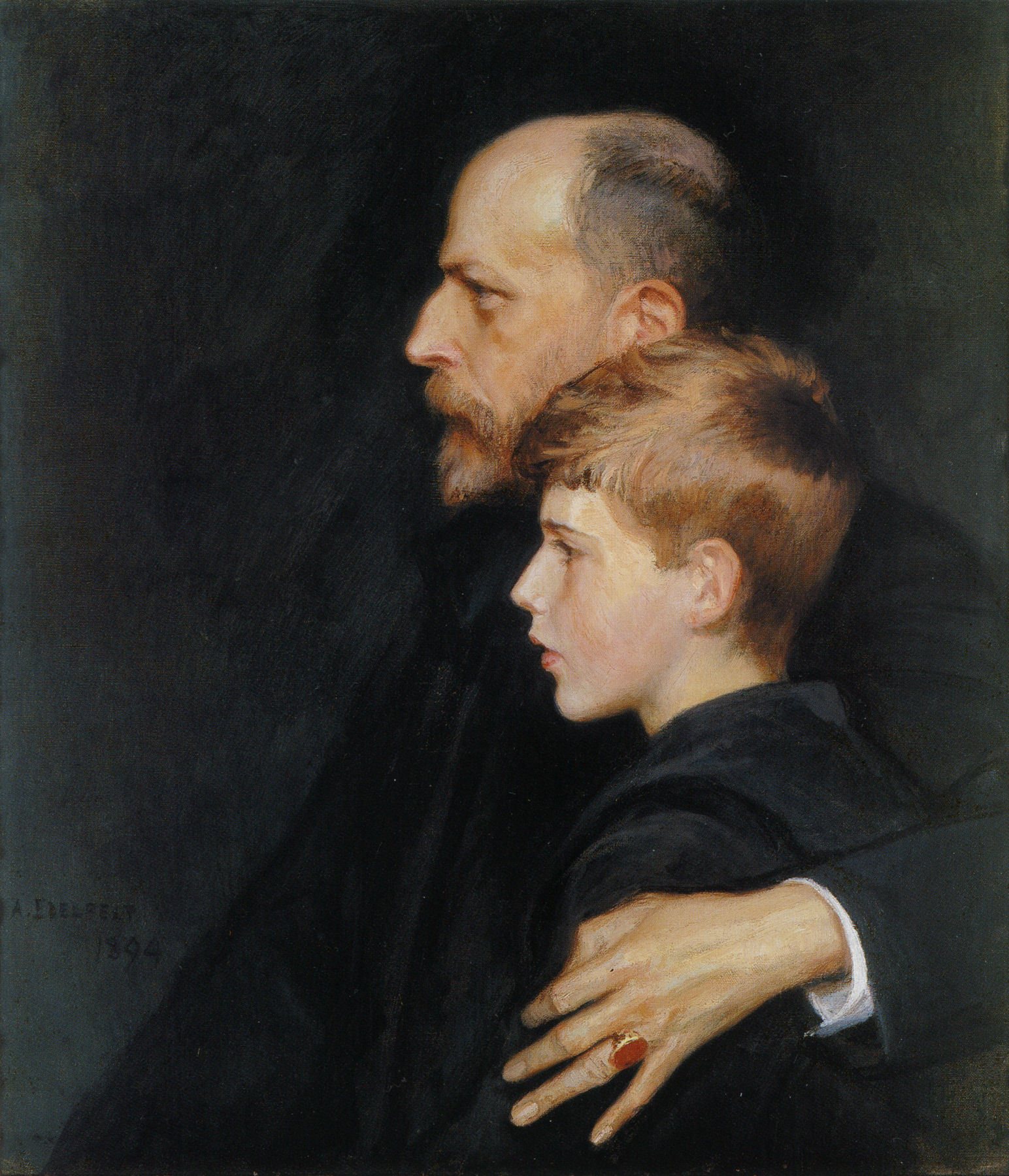
Albert Edelfelt: Porträt Pietro Krohn mit Sohn Mario, 1894

Pietro Købke Krohn (* 23. Januar 1840 in Kopenhagen; † 15. Oktober 1905 ebenda) war ein dänischer Maler, Zeichner und Museumsdirektor.

## Herkunft und Ausbildung
Pietro Krohn war der Sohn des Bildhauers und Medailleurs Frederik Christopher Krohn (1806–1883) und dessen Frau Sophie Susanne Købke (1807–1853). Er besuchte die Metropolitanskolen und machte dort im Jahr 1859 sein Abitur. Er studierte Malerei bei Vilhelm Marstrand (1810–1873) und P. C. Skovgaard (1817–1875), nahm 1864 an dem Deutsch-Dänischen Krieg als freiwilliger Offiziersanwärter teil und wurde zum Leutnant befördert nach der Schlacht von Alsen.

## Leben
Pietro Krohn war bis 1880 hauptsächlich als Maler und Radierer tätig, malte später aber auch vereinzelt, vor allem Landschaften. In seinem Umfeld waren junge Künstler wie Hans Friis, August Jerndorff und Otto Haslund aktiv, ebenso wie Krohn mit Julius Lange eng befreundet war. Mit den letzten beiden unternahm er 1871 eine Studienreise nach Deutschland und in die Niederlande, um sich mit modernen Reproduktionstechniken vertraut zu machen.

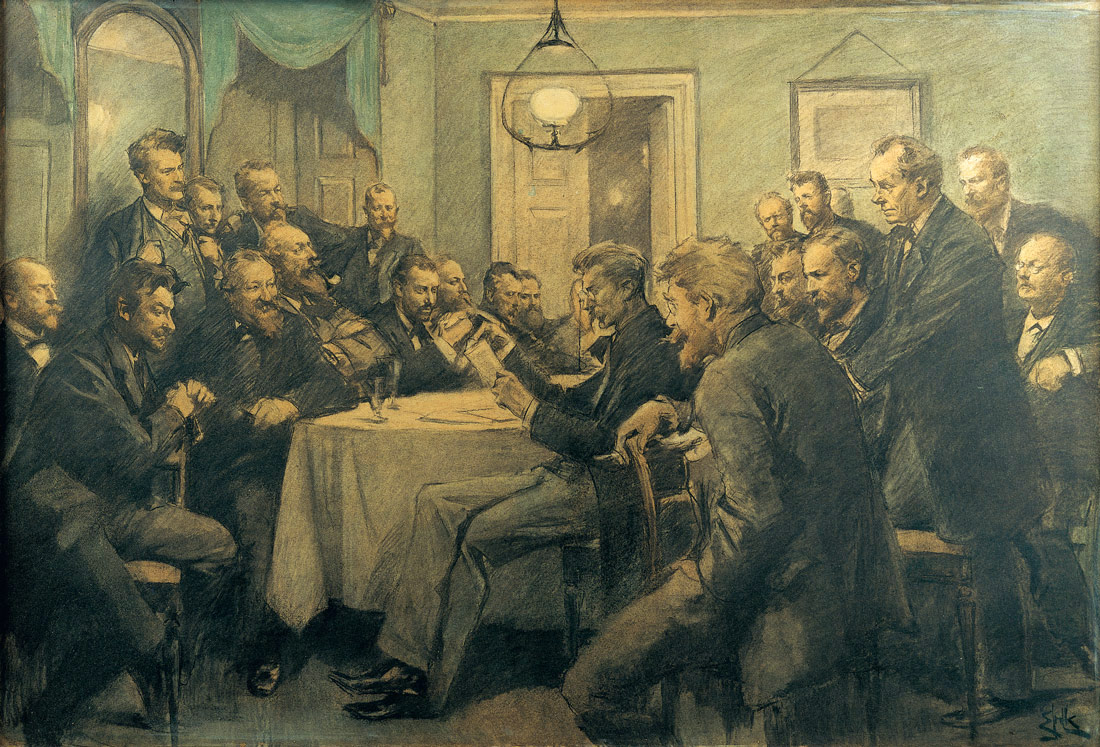
Erik Henningsen: Ein Treffen der Vereinigung Bogstaveligheden am 1. März 1882. Sitzend von links: Erik Skram, Georg Brandes, Sophus Schandorph, Holger Drachmann, Edvard Brandes, Viggo Johansen, August Jerndorff, Herman Trier, J.P. Jacobsen, P.S. Krøyer, Karl Madsen, Pietro Krohn, Kristian Zahrtmann. Stehend von links: Frederik Hendriksen, Karl Gjellerup, Otto Borchsenius, Hans Nikolaj Hansen, Martinus Galschiøt, Laurits Tuxen, Harald Høffding, Michael Ancher.

Während seines Aufenthalts in Italien (Rom, Rocca di Papa und Anticoli Corrado) von 1872 bis 1878 war er Mitglied der dänischen Künstlerkolonie in Civita d’Antino, zu der Thorvald Bindesbøll, Hans Friis, Otto Haslund, Axel Helsted, Carl Thomsen und Kristian Zahrtmann gehörten. 1878 war er bei der Weltausstellung in Paris beschäftigt. Den Kontakt zur Künstlergemeinde pflegte er später durch seine Mitgliedschaft in der Vereinigung „Bogstaveligheden“ (deutsch Die Buchstäblichkeit), einer radikalen Gruppe von Künstlern und Intellektuellen, die sich 1880–1882 zu Treffen versammelte, um über Kunst und Literatur zu diskutieren. Krohn soll 1880 der Urheber der Idee gewesen sein, diesen Verein zu gründen.
Nach seiner Rückkehr zeichnete er eine Reihe von Kostümen für Det Kongelige Teater in Kopenhagen, bekam dort 1880 eine Anstellung als dessen Wirtschaftsspezialist und Kostümbildner und wurde 1885 zeitweilig auch Regisseur, speziell für die Oper:
- Oberon, teilweise Neuübersetzung des romantischen Zauberspiels in drei Akten von Carl Maria von Weber. Das Libretto stammt von James Planché – Premiere: 18. Dezember 1886, Det Kongelige Teater
- Foraaret kommer (deutsch Das Frühjahr kommt), ein Ballett in einem Akt von Pietro Krohn – Premiere: 26. Mai 1892, Det Kongelige Teater

Pietro Krohn war auch Lehrer an der Tegne- og Kunstindustriskolen for Kvinder (deutsch Zeichen- und Kunstgewerbeschule für Frauen) von 1879 bis 1886.
Als Buchillustrator erlangte Krohn größte Verbreitung mit einer Reihe von Kinderbüchern, darunter das berühmte Kinderbuch seines Bruders Johan Krohn Peters Jul (deutsch Peters Weihnachten) aus dem Jahre 1866 und I Skoven skulle være Gilde (deutsch Im Wald sollte Gilde sein) (1870), deren Popularität bis heute ungebrochen ist.
Während seiner absolut innovativen Zeit erst als Inspektor, dann als künstlerischer Leiter von 1885 bis 1892 bei der Porzellanfabrik Bing & Grøndahl entwarf er 1888 das „Reiherservice“ (dänisch Hejrestellet), inspiriert von chinesischer und japanischer Kunst und nahm mit seiner dekorativen Ausrichtung den Jugendstil vorweg. Die Dekoration des Service übernahmen in ihren frühen Jahren die beiden befreundeten Porzellanmalerinnen Effie Hegermann-Lindencrone und Fanny Garde.
Im Jahr 1889 veröffentlichte er die erhaltenen Aufzeichnungen seines Vaters über dänische Kupferstiche in dem Werk Sammlungen für eine beschreibende Liste dänischer Kupferstiche, Radierungen, Illustrationen usw. (dänisch Samlinger til en beskrivende fortegnelse over danske kobberstik, raderinger, illustrationer m.m.) Ein fotografischer Nachdruck erschien im Jahr 1962. Es ist nach wie vor das Standardwerk zu diesem Thema.
Er trat als Wirtschaftsspezialist am Königlichen Theater zurück und wurde 1893 der erste Direktor des Kunstindustrimuseet (heute: Designmuseum Danmark). Krohn leitete die Museumsgründung und spätere Verwaltung zielstrebig, sodass seine beträchtlichen administrativen Fähigkeiten zur Geltung kamen. Zusammen mit dem Bibliothekar des Museums Emil Hannover war er unter anderem für den Aufbau der ersten Sammlung des Museums verantwortlich. Dies geschah durch umfangreiche Ankäufe auf der Weltausstellung in Paris 1900 von Jugendstil-Objekten und Kunsthandwerk, entworfen von dänischen Künstlern wie Thorvald Bindesbøll, Effie Hegermann-Lindencrone, Arnold Krog, Herman A. Kähler, Johan Rohde, Harald Slott-Møller und Jens Ferdinand Willumsen.

## Auszeichnungen
- 1895: Neuhausens Preis
- 1889: Ritter des Dannebrogordens
- 1896: Titel Professor
- 1900: Dannebrogsmand

## Familie und Freunde
Pietro Krohn heiratete am 28. Januar 1881 Emilie Juliane Bull (* 11. September 1841 in Kopenhagen; † 12. Januar 1910 in Frederiksberg), die Tochter von Generaldirektor Carl Ludvig Bull und dessen Frau Augusta Emilie Gerson. Das Ehepaar bekam einen Sohn, Mario Krohn (1881–1922), der Kunsthistoriker wurde. Pietro Krohn starb im Jahr 1905 und wurde auf dem Vestre Kirkegård in Kopenhagen begraben.
Krohn und der finnlandschwedische Künstler Albert Edelfelt hatten eine enge Freundschaft. Die beiden Künstler führten eine umfangreiche Korrespondenz. Edelfelt porträtierte Krohn und seinen Sohn Mario im Jahr 1894.

## Galerie

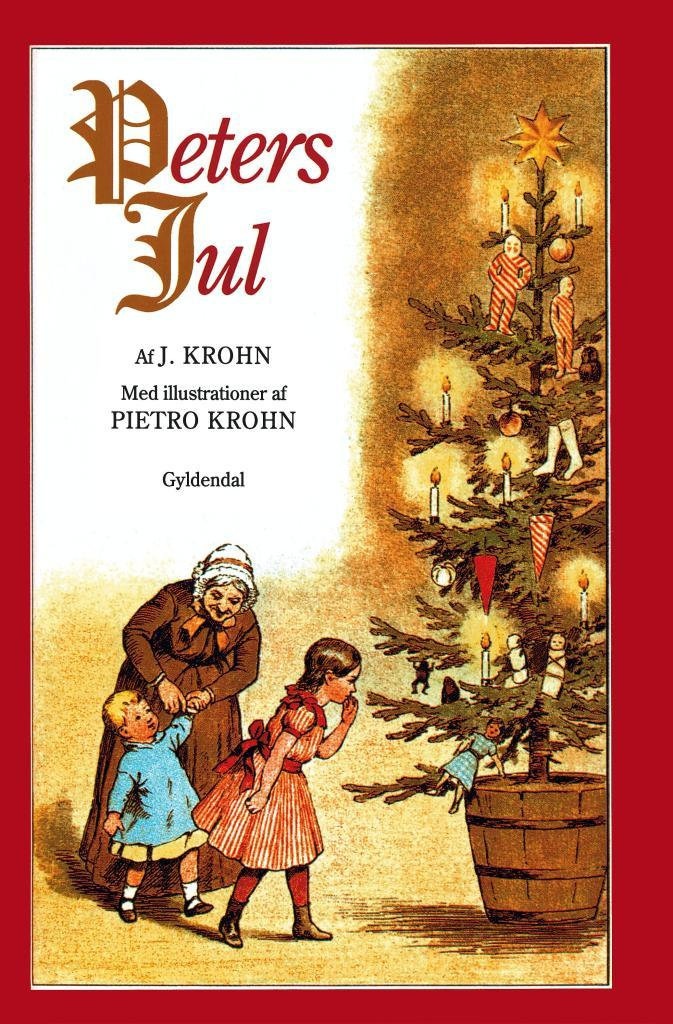
Peters Jul von 1866, geschrieben vom Bruder Johan Krohn und illustriert von Pietro Krohn und Otto Haslund
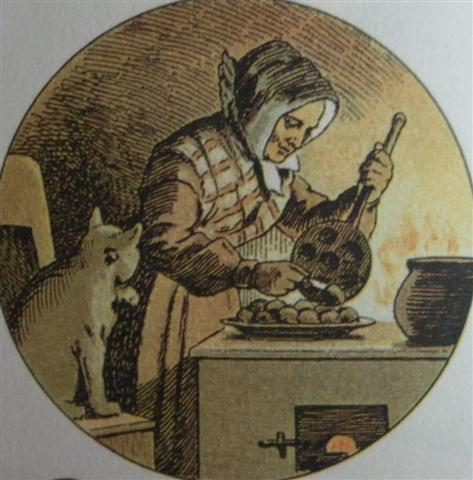
Pietro Krohn, farbige Illustration: Æbleskiver werden aus der Æbleskiver-Pfanne genommen, aus Peters Jul, 1889 (im Original von 1866 in schwarz/weiß)
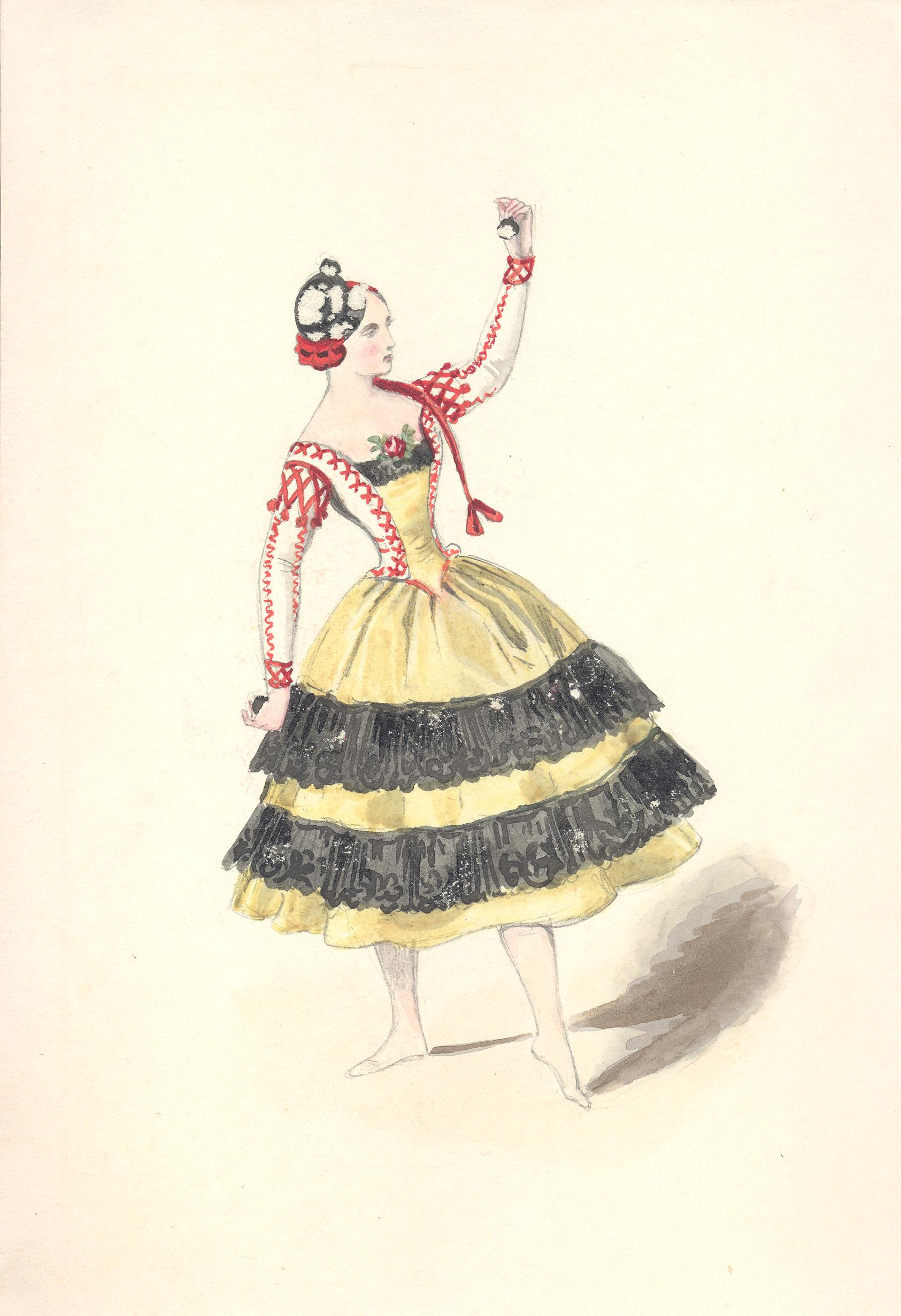
Ballettkostüm, Zeichnung vermutlich von Pietro Krohn. Zeichnung befindet sich im Archiv von Det Kongelige Teater im Rigsarkivet, Kopenhagen.
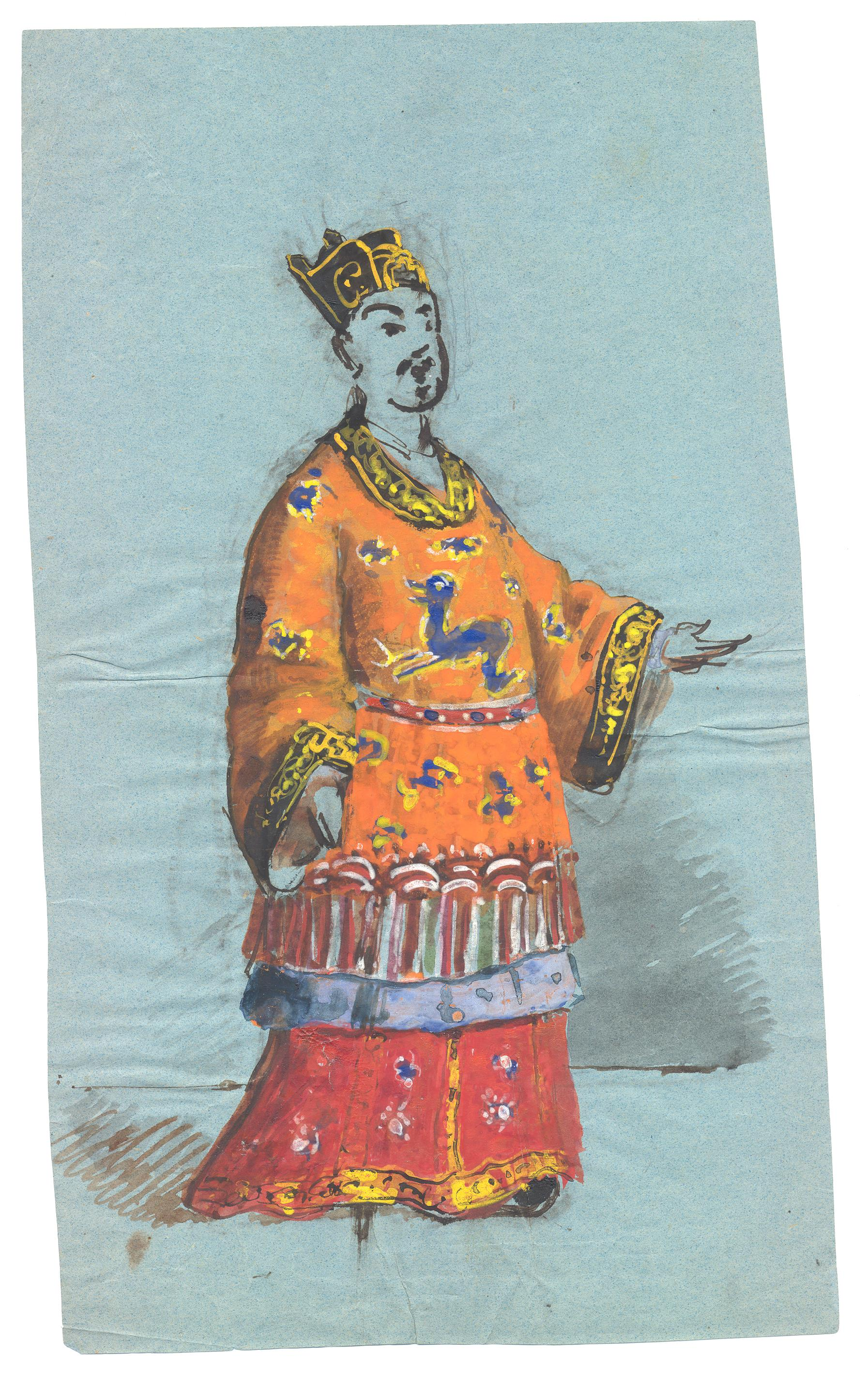
Chinesisches Theaterkostüm, Zeichnung vermutlich von Pietro Krohn. Zeichnung befindet sich im Archiv von Det Kongelige Teater im Rigsarkivet, Kopenhagen.
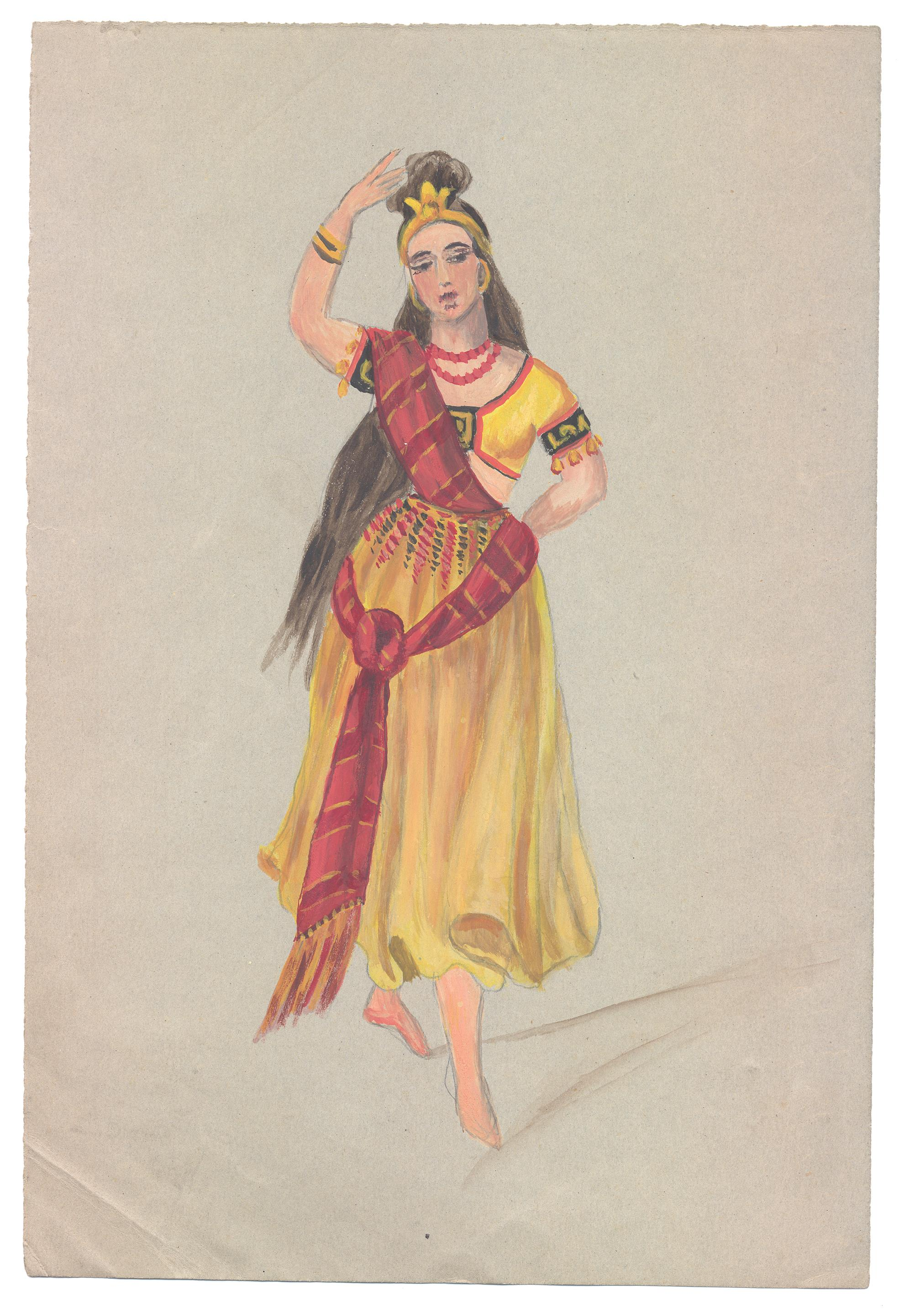
Indisches Theaterkostüm, Zeichnung vermutlich von Pietro Krohn. Zeichnung befindet sich im Archiv von Det Kongelige Teater im Rigsarkivet, Kopenhagen.
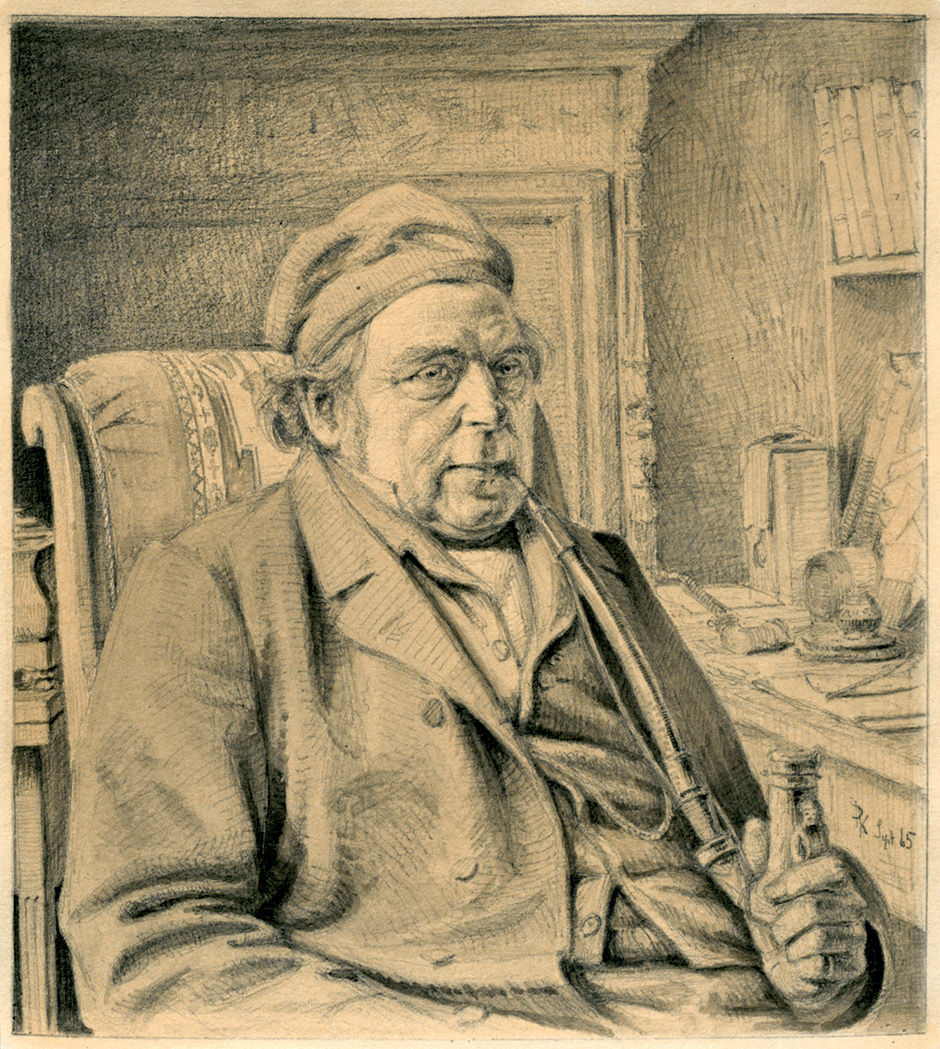
Pietro Krohn: Porträt des Politikers Ditlev Gothard Monrad, 1865